# 小乘佛教
小乘（羅馬化：Hīnayāna）一詞是大乘佛教以往在把其教義中的全部教乘劃分為所謂的三乘時用來指稱声闻乘及獨覺乘（或稱緣覺乘）兩者的組合的術語，主要理由是其聲稱這兩個教乘不像菩薩乘那樣以成佛一事為修行目標，故此以解脫道為修持之道的聲聞乘與獨覺乘被其視作低下的、低賤（Hīna的意思）的修行方法、交通工具（乘，yāna的意思）。
來自於歐美國家的早期的宗教學家使用「小乘佛教」一詞來指稱早期佛教。然而，現今的宗教學家大多認為「小乘佛教」一詞原本不是被用來指稱一個單獨的宗教，而是被用來指稱一套特定的理念或教義，例如關於只重視自己的得道丶 認可我無法有説丶 只遵守五戒和不認同大乘佛教教典的正統性這些事宜等等的觀念。

## 詞源
'hīnayāna'一詞由'hīna'（“小”，“貧窮”，“低劣”，“被遺棄”，“不足”，“有缺陷”;和雅那（यान）的意思）和'yāna'（「車輛」的意思）所構成，其中“車輛”或“路徑”的意思是“通往覺悟的道路”。巴利文協會所著的《巴利語-英語詞典》（1921-25）對於'hīna'的定義更加偏激，其語義領域包括「卑鄙」等意思。
該術語由鳩摩羅什（Kumārajīva）和其他人翻譯成古典漢文，稱為“小乘”（「小」的意思是“細小”，「乘」的意思是“車輛”），儘管該術語也有更早的和更準確的翻譯方式。 在蒙古文（Baga Holgon）中，小乘一詞也意味著「小型」或「較小」車輛或更好的稱為路徑，而在藏文中, 至少有兩個詞來代替該術語，'theg chung'的意思是「小型的車輛」，'theg dman'的意思是「劣等的車輛」或「劣等的精神方法」。
藏傳佛教祖古創古仁波切強調「小乘」一詞絕對沒有"低等"的意思。在他對無著《從法中辨別法》的翻譯和註釋中，他寫道：「小乘、大乘和金剛乘三種傳統在西藏都有被修持，而小乘的字面意思是『更少的車輛』，絲毫不遜於大乘。」

## 名稱的起源
根據宗教學家那體慧（Jan Nattier）博士所提出的説法，“小乘”一詞很可能晚於“大乘”一詞出現，而且因菩薩乘與聲聞乘之間在理念上的對立和衝突而在後來被發明出來的。 然後, 術語序列以菩薩乘開始，它被賦予了「大乘」的稱呼。 直到後來, 在對於菩薩乘相關教義的態度變得更加具批判性之後，“小乘”一詞才被創造出來，與已經確立的“大乘”一詞形成鮮明對比。最早的大乘佛教典籍經常使用“大乘”一詞作爲菩薩乘的綽號和同義詞，但“小乘”一詞在早期典籍中相對少見，在最早的翻譯中通常根本找不到。因此, 關於大乘佛教與小乘佛教之間的對立性的説法往往是具欺騙性的，原因是這些術語事實上並不是在同一時期被創造出來的。

## 概述

### 常見的觀點
常見的説法聲稱，根據佛教相關文獻及巴利三藏的大藏經版本的記載，佛陀從未聲稱聲聞乘、獨覺乘是小乘，亦即佛陀並未、也不可能自己抨擊自己指導的聲聞教法或提及的獨覺法門為低賤；然而大乘佛教常常以自家教派所編輯的另一套大藏經版本中的某些佛經、論著內容記載為準，而在以往貶稱以聲聞乘、獨覺乘為主要修行方法的部份為小乘，導致以往大乘佛教進而鄙稱不以成佛一事為目標、不以菩薩乘為修行方法的相關教派所構成者為小乘佛教（英語：Hīnayāna buddhism）。
小乘佛教這個名稱以往也常被用來指稱印度佛教史上的早期部派佛教教內的全部傳統教派，以及現今的上座部佛教。因為“小乘”此字眼對於了解其在巴利語、梵語原意的有些信眾會有貶義，在學者及佛敎徒之間，長期存在爭議，現今南傳佛教不接受“小乘”這個稱呼。世界佛教徒聯誼會於1950年召開會議，其達成明確共識，這一共識是無論在西方或東方，對於南傳佛教的恰當稱呼应為「上座部佛教」一詞而非「小乘佛教」一詞。

### 學術界觀點
宗教學家保羅·威廉姆斯（Paul Williams）名譽教授聲稱：「關於大乘對小乘的一種永不停止的、無處不在的激烈抨擊的根深蒂固的誤解，並沒有得到我們的文本的支持。」威廉姆斯聲稱，雖然在某些情況下有着關於它們之間的衝突的證據，但是也有大量證據顯示兩種傳統之間和平共處。保羅·威廉姆斯還聲稱，大乘佛教從未實踐過與早期佛教教理不同的律宗或戒律傳承，因此信奉大乘佛教的僧尼遵守早期佛教的戒律，今天，東亞的佛敎師戒傳承和藏傳佛教的Mūlasarvāstivāda出家傳承仍在繼續，大乘佛教從來不是一個完全獨立的宗教，從前往印度的中華僧尼的作品中，人們能夠發現印度的大乘佛教僧尼和不屬於大乘佛教的僧尼經常住在同一個寺院裡。
喬納森·西爾克表示他認爲“小乘”一詞被用來指稱大乘佛教在任何特定的場合所想要批評且沒有被明確地分組的佛敎徒。

## 音義

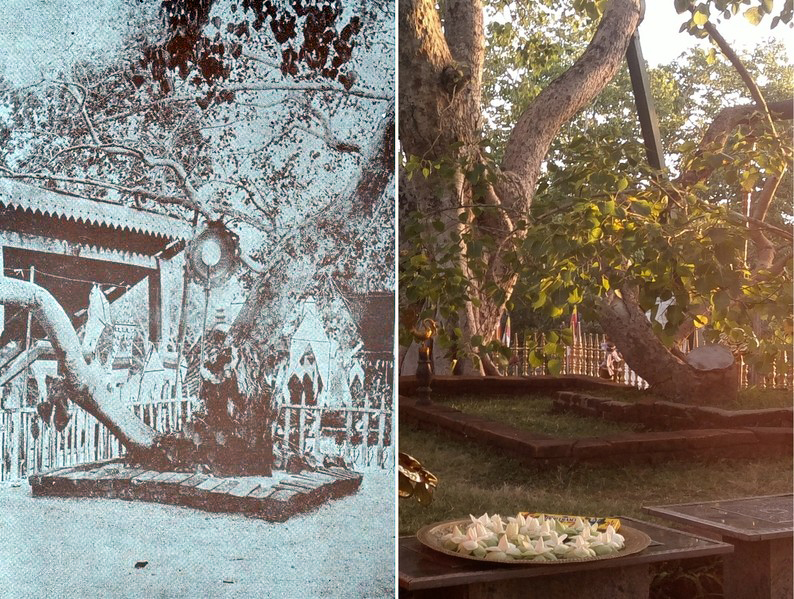
聖菩提樹，西元前3世紀僧伽蜜多從菩提伽耶移植到斯里蘭卡。

中文小乘一词譯自梵語 Hīnayāna，其中 Hīna 是「小的」、「低下的」的意思；yāna 意為乘、車子、舟船，引申為教法、或通往解脫之道；合起來是「小車子」、“小船”，即所谓「只顾自利、而无利他精神」的「小型教法」的意思，此概念相对於“大乘”而存在。這個名詞起源不可考，但是沒有自稱為「小乘」的佛教教團，而是大乘佛教對於其他傳統佛教宗派的泛稱。
小乘的“乘”字在現代標準漢語中讀作chéng/ㄔㄥˊ（音同“成”）。依古音亦读作shèng/ㄕㄥˋ（音同“剩”），目前在台湾讀shèng/ㄕㄥˋ。在现代標準汉语中，“乘”是多音字，shèng多用在“史乘”“野乘”等词汇。

## 背景
據傳釋尊滅度之後，出现了與根本上座部及大众部有關的根本分裂，之后各地进一步出現了二十多个部派。在公元前一世纪左右，大乘佛教在印度興起，但被印傳佛教史上較後問世的某些典籍的作者貶稱為「小乘」的以解脫道為主要修持的傳統部派在當時仍然流行。

## 歷史

### 起源
小乘佛教起源於天竺，它的出現是對大乘佛教興起一事的回應，小乘佛教可能經西域傳入中原。

### 興起
據傳在漢明帝統治時期，《四十二章經》可能作為佛敎傳入漢地的第一部典籍被譯為漢文。有意見認為由於《四十二章經》聲稱本質上是心蘊的 離藴我 寄生於由四大所構成的色身，以及提倡持戒等等，因此它被一些人視為小乘佛教典籍。然而, 一些歷史學家認為《四十二章經》在晉朝時期才正式面世。在宋朝時期, 大乘佛教教內的禪宗修改《四十二章經》的內容，使之更加符合大乘佛教的教義，史籍把經過修改的此經稱為《佛説四十二章經》。

### 巔峰
在往後的數百年間，小乘佛教一直在中華流傳，那時不少佛敎徒都是小乘佛教的信奉者。當時一些佛敎徒試圖將其宗教信仰與儒教教義和道教教義結合在一起。

### 衰亡
自南北朝時期起，小乘佛教的地位開始被大乘佛教取代。有説法聲稱，由於亣乘佛教聲稱唸一聲佛名此舉已經勝過讀遍眾多佛經這一行為，因此自亣乘佛教興起以來，小乘佛教便因受到冷落一事而在中華逐漸消失。

## 影響
雖然嚴格來説部派佛教和小乘佛教不是同一回事，但是部派佛教常被貶斥為小乘，但在另一方面，部派佛教的教義也影響了漢傳佛教和藏傳佛教。

### 對漢傳佛教的影響
隨著佛教在公元1世紀開始由印度向東方傳入，傳統部派佛教和大乘佛教同期傳入中國，中國開始有大量由梵文譯作中文的佛經，當中以安世高譯出部派佛教的大量典籍。漢傳佛教的戒律主要傳承自法藏部，以《四分律》為主流。部派佛教當中對漢傳佛教影響最大的為說一切有部及經量部。說一切有部的學說與戒律在魏晉南北朝期間對佛敎在中國的傳播有著重要的影響，其後部派佛教在中國的地位被大乘佛教所蓋過。
梁朝僧伽婆罗译有《解脱道论》，它的结构和内容与上座部佛教中总结佛教理论与实践的论书《清净道论》相一致，引起了十九世纪以来中外学者的兴趣。唐朝玄奘译有论书《阿毗达磨大毗婆沙论》，此论是说一切有部理论全面、系统的总结，只在汉传佛教中保存。
漢傳佛教宗派中，「小乘」的傳承主要有俱舍、成實二宗，這兩個宗派在唐初之後就已經衰微，喪失影響力。

### 對藏傳佛教的影響
在藏傳佛教當中，並沒有「小乘」的部派傳承。但是格魯派很重視俱舍論的研習，列為五部大論之一。藏传佛教中采用小乘的根本说一切有部戒律，最重要的论著是功德光尊者的《戒律根本论》（另译名为《律经》），这部著作同样属于格鲁派重视的五部大论。
在現代，第十四世達賴喇嘛倡議使用「基（礎）乘」（英語：Foundational Vehicle）一詞取替“小乘”來稱呼南傳佛教。
藏傳佛教僧徒雷金納德·雷（Reginald Ray）的一個簡明分析中總結了“小乘”一詞在指代任何當代現存流派時的錯誤和混淆：
'小乘'是指一套具批判性的但被嚴格限制的觀點、實踐和結果。 前大乘的歷史傳統，如上座部，比'小乘'的定義所允許的要豐富、複雜、深刻得多。... 因此，'小乘'一詞是一種刻板印象，在談論藏傳佛教道路上的特定階段時很有用，但是假設藏傳佛教將小乘定義為一個古老的生活傳統如上座部或任何其他歷史上的學派這一行為確實是不合適的。

## 教義

### 關於成佛一事的觀點
小乘佛教主張只重視自己的得道，其認為凡人不能成佛。

### 關於法身的觀點
小乘佛教認為釋尊去世之後，其肉身雖已消散，但其教法仍然流傳於世，故稱之爲法身，法身存在一事象徵着佛陀仍在。

### 關於萬物的本質的觀點
小乘佛教認為萬物都不是實有的，而是由五大所構成的，而五大本身是實有的。小乘佛教主張了解萬物的主體的虛無性，從而達至一切皆無的泥槃境界，後來這些觀點受到大乘佛教論師那嘎呵朱訥的猛烈抨擊。

### 關於自我的觀點
小乘佛教認為由四大所構成的色身不是自我丶 主張放棄對於假名我的執念，但不否認被視為離蘊我的心魄是不滅的，這一觀點與作為大乘佛教及上座部佛教各自的教義的一部份的無我論形成強烈對比。

## 與其他宗教之間的差別

### 與上座部佛教之間的差別
大乘佛教徒主要與薩瓦斯蒂瓦達的法有我無宗進行辯論，該教派擁有迄今為止尼卡亞學派中最“全面的教義系統學大廈”。 考慮到這一點，有時有人認為小乘佛敎徒不會認為他們是“小乘”學派，原因是與現已滅絕的受到大乘佛教所抨擊的主要教派法有我無宗不同，上座部佛教並不聲稱存在獨立的法體；在這一點上，它保持了早期佛教的態度。此外，菩薩一詞指的是試圖推遲覺悟而非希望儘快覺醒的人，在上座部的文本或文化背景中沒有相關根源，無論是當前的還是歷史上的。除了上座部佛教在地理上與大乘佛教相距甚遠一事之外，小乘一詞還被用來指稱在大乘佛教相關傳統本身中被發現的某些觀點及實踐方式。上座部和大乘學派都強調為了結束痛苦而實現自我覺悟的緊迫性。因此，當代上座部佛教的一些信奉者對《心經》及《中論》所包含的大乘佛教相關哲學思想表達認可之意。
大乘佛敎徒被説一切有部和經量部的實體論思想困擾，在強調關於空性的教義時，大衛·卡盧帕哈納聲稱他們努力保存早期教義。上座部佛教也駁斥了説一切有部及經量部（以及其他教派的追隨者）所提出的説法，理由是它們所宣揚的理論與作為正統教義一部份的無實體論相違悖。上座部佛教所提出的論點被記錄在《論事》上。

### 與亣乘佛教之間的差別
亣乘佛教是被簡單化了的大乘佛教。與認為佛家對是否有鬼神及世等事物這個問題未贊一詞的小乘佛教不同，在中華文化的影響下形成的亣乘佛教認為世上到處都有神佛。
亣乘佛教主要流行於中華丶  相信萬法唯心造丶 提倡修心丶 宣稱佛陀是法力無邊的神上神丶  有着眾多典籍和認可因菓論等等。與小乘佛教相比，亣乘佛教更加受一般百姓所歡迎。

## 判教相關理論

### 漢傳佛教
隨著判教相關理論的出現，漢傳大乘佛教開始認為，釋迦牟尼佛根據弟子的不同根性，因時因地，而給與不同的教法。不同的教派有不同的分法，將佛法整體修行體系主要有同為一乘一說及分成三乘一說等多個說法。

#### 三乘說
接受释迦牟尼佛陀四聖諦教法的弟子，因為是從佛親聞教法，稱為聲聞乘，修习四圣谛的离苦和解脱之妙法，以成就阿羅漢果為最高目標。最後一世沒有親自遇到佛的教導，但以自己的努力與智慧，思維十二因緣而無師自悟證果的，稱為獨覺乘或緣覺乘，成為辟支佛是他們的目標。大乘佛教批評這兩類佛教徒，其指責他們過於重視自己所追求的清净解脱及自我完善，缺乏幫助他人解脫离苦而成就圣果之慈悲心，但求小果，故稱之為小乘。大乘佛教则提倡佛弟子應當以佛陀为榜样，以自利利他成就佛果為目標。發起帮助他人解脱和觉悟的菩提心是成佛的种子，這類佛教徒被稱為菩薩。菩薩道是成佛的真正道路，因此大乘又稱為菩薩乘。
禪宗將其分為三乘，即小乘，大乘及最上乘，密宗则將其分為小乘、大乘及金剛乘。

#### 一佛乘說
雖然一些人提出了三乘說，但另一些人根據相關理論，聲稱佛陀在方等時說法，為了喚起、堅定僧徒對菩提道的嚮往和信心，多貶斥二乘爲“小乘”，讚歎“大乘”，但事實上法無定法，小乘是相對於大乘而言，兩者皆是安立的假名，在《妙法蓮華經》中明確宣稱，其實並無“小乘”與“大乘”的區別，佛法俱是一佛乘。

### 藏傳佛教
寧瑪派把佛教分为九乘，声闻乘、獨覺乘、菩薩乘是共三乘，事續、行續、瑜伽續是外三乘，最高级的是内密三乘。

## 相關諍論

### 部派佛教對大乘佛教的抨擊
在大乘佛教興起初期，部派佛教教內的部分傳統部派不認可絕大部份大乘佛教的來源傳承，包括「諸天所傳授、從夢中得來、從他方佛聞、從三昧中見佛聞法、自然呈現在心中、得自龍宮、得自南天鐵塔、來自窟外集結」，認為這些經典皆非釋迦牟尼佛所說，這些保守部派判定大乘經典是違背佛教《第一次結集》經典「非法說法」，認為「大乘」、「小乘」這些說法不是佛說，反對大乘佛教經典使用「小乘」（Hīnayāna）一詞貶稱聲聞、緣覺二乘。部份小乘佛教徒稱大乘佛教為「空華外道」。

### 大乘佛教教內關於小乘佛教的爭論
在大乘佛教內部，有着不同的意見。一部份人相信，小乘的教法只是暂时的，不了义的只能阶段性用以接引初机学佛的人，并不究竟。这派可以《维摩诘所说经》为代表，认为即使犯了五无间罪的众生，只要修行大乘佛法，也能得到解脱。但是修行小乘佛法，永远无法成佛。这一派认为小乘佛教是应该受到谴责的。但是另一部分人相信，小乘与大乘虽然修持方法不同，但同为通往解脱成佛的方法。此派以《妙法莲华经》为代表，它提出“三车喻”，以羊車（声闻乘）、鹿車（缘觉乘）、牛乘（菩薩乘）喻佛說三乘，認為這三乘是佛爲不同根基的學生所說的教法，认为在终极意义上，並無“小乘”與“大乘”的區別，两者的歸向是統一的，即一佛乘，雖有階次之分，又彼此含攝，因此不應互相誹謗，要彼此尊重接納，維護佛法的統一。根據大乘佛教教內的天台宗所認可的判教論，佛陀在方等時說法，為了喚起、堅定僧徒對大乘菩提道的嚮往和信心，多斥二乘爲“小乘”，讚歎“大乘”；在般若時，開始拋棄大、小的分別執著；在法華涅槃時，宣稱在究竟上法無定法，小乘與大乘皆是安立的假名，佛陀的本懷是一佛乘。

### 現今的宗教界相關觀點
聖嚴法師認為小乘佛教可以成為大乘佛教的基础，不应该予以轻视。因為第十四世達賴喇嘛的支持，藏傳佛教信徒通常也避免使用“小乘”作稱呼，改稱為“基乘”（基礎乘）。正如“小乘”爲小学，“大乘”显宗爲中学，金刚乘的弟子還认为“金刚乘”（密宗）爲大学；当入了中学後，则可以理解小学的境界，进而有能力再进入小学帮助小学生学习，但小學是通往中學、大學的基礎，不可或缺。“回小向大”（從“小乘”信仰轉向“大乘”信仰）不是再作为凡夫入轮回，而是“乘愿再来”，所作業也是“清淨業”，但菩薩境界無論是多麼不可思議，它的基礎仍然是二乘，也就是佛陀所教導的四聖諦、八正道、十二因緣、三十七道品、三無漏學等。雖然因對佛法存在不同的觀點而形成了三股大的宗派，但全球佛教界達成共識，不應該執著於大、小之別，而應維護佛教的統一，遵從佛說三乘俱是一乘的旨意。近年來，隨著南傳、北傳的交流增多，以及藏傳利美運動的興起，佛教派別之間臻於理解與和平相處。
不過，由於“小乘”一詞的歷史使用時間較久等原因，近現代尤其是學術界，仍然有人沿用「小乘」稱呼聲聞乘、緣覺乘佛法，而南傳佛教主要傳承了保守的赤銅鍱部大寺派傳統，以聲聞、緣覺教法爲主流，否認大乘佛教提出的“小乘”說法，故大乘佛教地區也常用“小乘佛教”稱呼南傳佛教，這引起了一些東南亞地區佛教徒的不滿。1950年，世界佛教徒聯誼會決定使用“上座部佛教”一詞稱呼南傳佛教，不應再使用“小乘”的稱呼。目前，東亞各國官方已響應決議，不再使用“小乘”稱呼南傳佛教，不過在部分研究文獻和民間當中仍然有人沿用“小乘”一詞。至於在漢字文化圈，中文的表面字義上，「小」的貶義色彩貌似已經大大降低，但相關中文作品若被翻譯為非漢字的語言去讓非漢字文化區的讀者閱讀時，漢字「小乘」在外文中最相符的翻譯字眼不免仍是回歸為「Hīnayāna」，不免仍顯示出相關作者貶稱解脫道為「低賤的（Hīna）交通工具（yāna）」的句意。雖然因為對佛法存在不同的觀點而形成了三股大的教派（若再從大乘佛教中分別出祕密大乘佛教），但全球佛教界達成共識，不應該貶稱佛陀的解脫道教法為低賤，而應維護佛教的統一，遵從佛說三乘俱屬於佛陀的教法的旨意。
曾經學習南傳佛教教義的佛學家葉均理事在其作品《南傳上座部佛教源流及其主要文獻略講》中宣稱：
|  | 從大乘和小乘這兩個名詞本身的概念來看，是包含著自褒貶他之意的。但現在的學術界，為了研究佛學而沿用此名，則無褒貶之意，而是對歷史發生發展的事實而作客觀的分析。從歷史上看，過去大乘和小乘之間的互相對立、爭執、排斥的情況是存在而且相當激烈的。內部自相鬥爭的結果，促使佛教在印度的消亡！這個問題，佛陀生前就曾警告他的弟子說：「彼人不了悟，『我等將毀滅』！若彼等知此，則爭論自息」（見法句第六頌）。 …… 現在各國佛教徒的情況已經有所變化，大多數佛教徒都認識到，雖然佛教各派的學術思想有所不同，但都是本著釋迦牟尼的言教而各自發展起的，所以大家都願意互相往來，講團結，講友誼。從這方面講，我們就不能不注意，在彼此互相友好訪問之時，不宜採用「大乘」和「小乘」這樣可能引起誤會的言詞，為了加強各國佛教徒和人民的團結和相互尊重，應該稱他們為上座部佛教，這是他們一向自稱的正確的部派名稱。 |

上座部佛教苾芻達摩難陀長老在《佛教徒信仰的是什麼》一書中宣稱：
|  | 1950年召開的佛教大會，明確的規定對南傳佛教的稱呼，無論在西方或東方一律使用上座部而不使用小乘。在大乘經典裡，也明確的指出「聲聞乘」，在上座部或大乘佛教裡，對這三乘之一的「聲聞乘」的解釋都是一致的。不同的部派對佛陀的教義有不同的理解。但是，兩千多年來，並不因此而導致佛教分裂。這體現了佛教徒獨一無二的容忍精神。 |